# Список млекопитающих Таджикистана
Это список видов млекопитающих, зарегистрированных в Таджикистане. В Таджикистане насчитывается 51 вид млекопитающих, из которых 4 находятся под угрозой исчезновения, 6 являются уязвимыми и 3 вида близки к уязвимому положению.
Следующие теги используются для выделения статуса сохранения каждого вида по оценке МСОП:
- — вымершие в дикой природе виды
- — исчезнувшие в дикой природе, представители которых сохранились только в неволе
- — виды на грани исчезновения (в критическом состоянии)
- — виды под угрозой исчезновения
- — уязвимые виды
- — виды, близкие к уязвимому положению
- — виды под наименьшей угрозой
- — виды, для оценки угрозы которым не хватает данных

Некоторые виды были оценены с использованием более ранних критериев. Виды, оцененные с использованием этой системы, имеют следующие категории вместо угрожаемых и наименее опасных:
| LR/cd | Lower risk/conservation dependent | Виды, которые были в центре внимания программ сохранения и, возможно, перешли в категорию более высокого риска, если эта программа была прекращена. |
| LR/nt | Lower risk/near threatened        | Виды, которые близки к тому, чтобы классифицироваться как уязвимые, но не являются объектом программ сохранения.                                    |
| LR/lc | Lower risk/least concern          | Виды, для которых не существует идентифицируемых рисков.                                                                                            |

## Подкласс:Звери

### Инфракласс:Eutheria

#### Отряд:Грызуны(грызуны)
- Подотряд: Белкообразные
  - Семейство: Беличьи (белки)
    - Подсемейство: Xerinae
      - Триба: Xerini
        - Род: Тонкопалые суслики
          - Тонкопалый суслик, Spermophilopsis leptodactylus LR/lc

      - Триба: Marmotini
        - Род: Сурки
          - Длиннохвостый сурок, Marmota caudata LR/nt
          - Сурок Мензбира, Marmota menzbieri VU

  - Семейство: Соневые (сони)
    - Подсемейство: Leithiinae
      - Род: Лесные сони
        - Лесная соня, Dryomys nitedula LR/nt

  - Семейство: Тушканчиковые (тушканчики)
    - Подсемейство: Allactaginae
      - Род: Земляные зайцы
        - Тушканчик Северцова, Allactaga severtzovi LR/lc
        - Тушканчик-прыгун, Allactaga sibirica LR/lc

  - Семейство: Хомяковые
    - Подсемейство: Полёвковые
      - Род: Афганские полёвки
        - Афганская полёвка, Blanfordimys afghanus LR/lc
        - Бухарская полёвка, Blanfordimys bucharicus LR/nt

      - Род: Серые полёвки
        - Microtus juldaschi LR/lc
        - Microtus kirgisorum LR/lc

  - Семейство: Мышиные (мыши, крысы, полевки, песчанки, хомяки и т. д.)
    - Подсемейство: Песчанковые
      - Род: Малые песчанки
        - Полуденная песчанка, Meriones meridianus LR/lc

    - Подсемейство: Мышиные
      - Род: Пластинчатозубые крысы
        - Пластинчатозубая крыса, Nesokia indica LC

#### Отряд:Зайцеобразные(зайцеобразные)
- Семейство: Пищуховые (пищухи)
  - Род: Пищухи
    - Большеухая пищуха, Ochotona macrotis LR/lc
    - Красная пищуха, Ochotona rutila LR/lc

#### Отряд:Ежеобразные(ежи и гимнуры)
- Семейство: Ежовые (ежи)
  - Подсемейство: Настоящие ежи
    - Род: Ушастые ежи

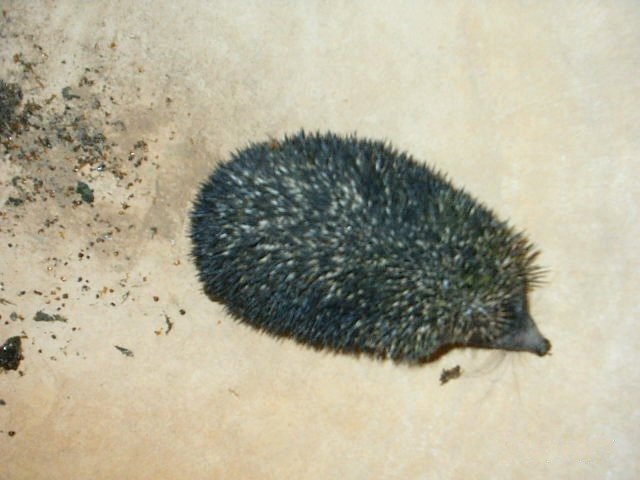
Длинноиглый ёж

      - Ушастый ёж, Hemiechinus auritus LR/lc
      - Длинноиглый ёж, Paraechinus hypomelas LR/lc

#### Отряд:Насекомоядные(землеройки, кроты и щелезубы)
- Семейство: Землеройковые (землеройки)
  - Подсемейство: Белозубочьи
    - Род: Белозубки
      - Серезская белозубка, Crocidura serezkyensis LR/lc

  - Подсемейство: Бурозубочьи
    - Триба: Soricini
      - Род: Бурозубки
        - Бухарская бурозубка, Sorex buchariensis LR/lc
        - Малая бурозубка, Sorex minutus LR/lc

#### Отряд:Рукокрылые(летучие мыши)
- Семейство: Гладконосые летучие мыши
  - Подсемейство: Myotinae
    - Род: Ночницы
      - Трёхцветная ночница, Myotis emarginatus VU
      - Длиннохвостая ночница, Myotis frater LR/nt

  - Подсемейство: Vespertilioninae
    - Род: Кожаны
      - Пустынный кожан, Eptesicus bottae LC

    - Род: Стрелоухи
      - Белобрюхий стрелоух, Otonycteris hemprichii LR/lc

  - Подсемейство: Miniopterinae
    - Род: Длиннокрылы
      - Обыкновенный длиннокрыл, Miniopterus schreibersii LC
- Семейство: Бульдоговые летучие мыши
  - Род: Склатчатогубы
    - Широкоухий складчатогуб, Tadarida teniotis LR/lc
- Семейство: Подковоносые
  - Подсемейство: Rhinolophinae
    - Род: Подковоносы
      - Большой подковонос, Rhinolophus ferrumequinum LR/nt
      - Малый подковонос, Rhinolophus hipposideros LCМанул

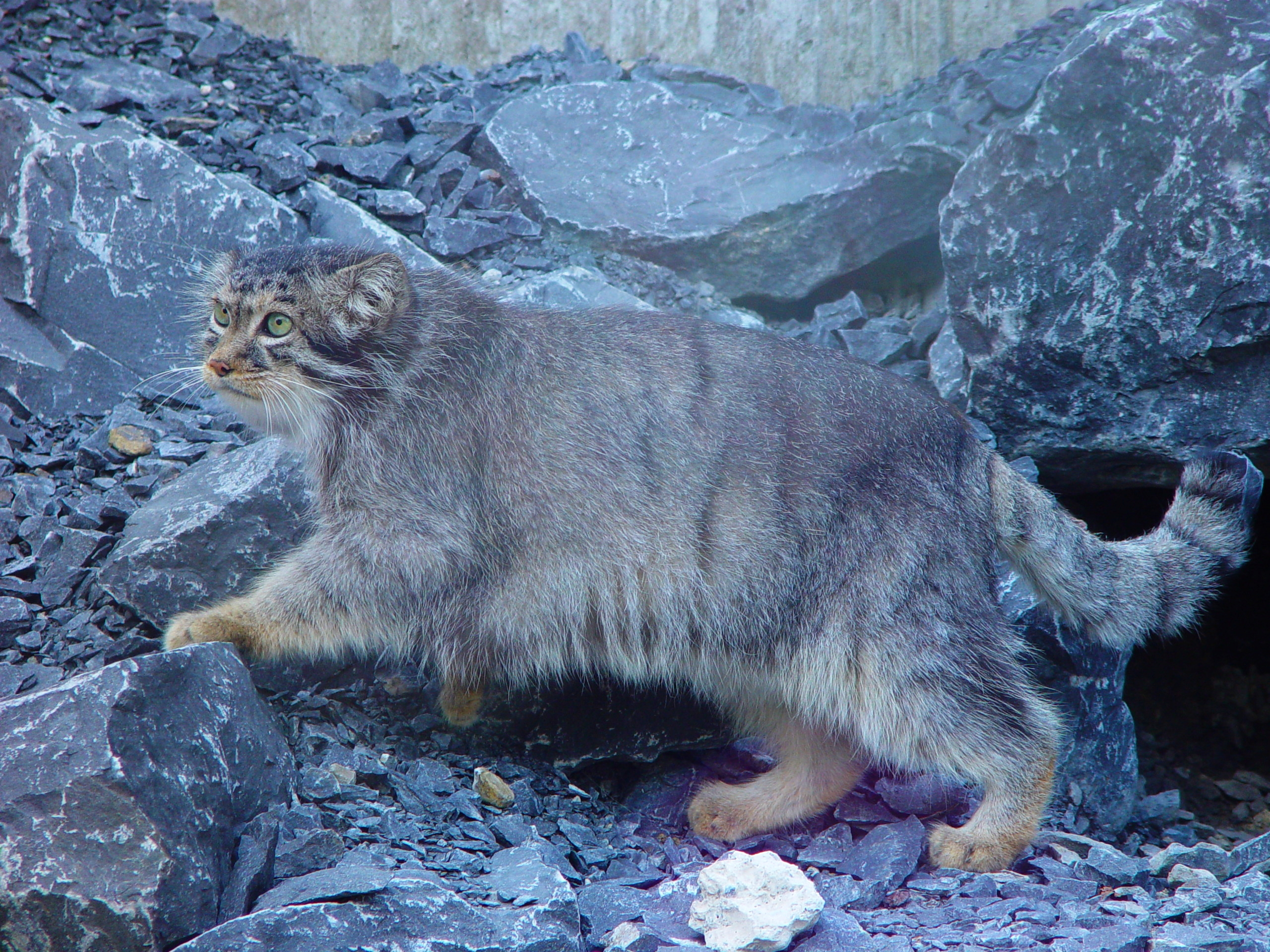
Манул

#### Отряд:Хищные(хищники)
- Подотряд: Кошкообразные
  - Семейство: Кошачьи (кошки)
    - Подсемейство: Малые кошки
      - Род: Гепарды

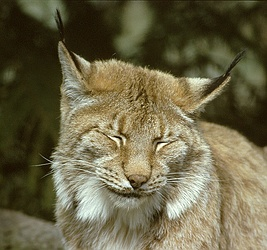
Обыкновенная рысь

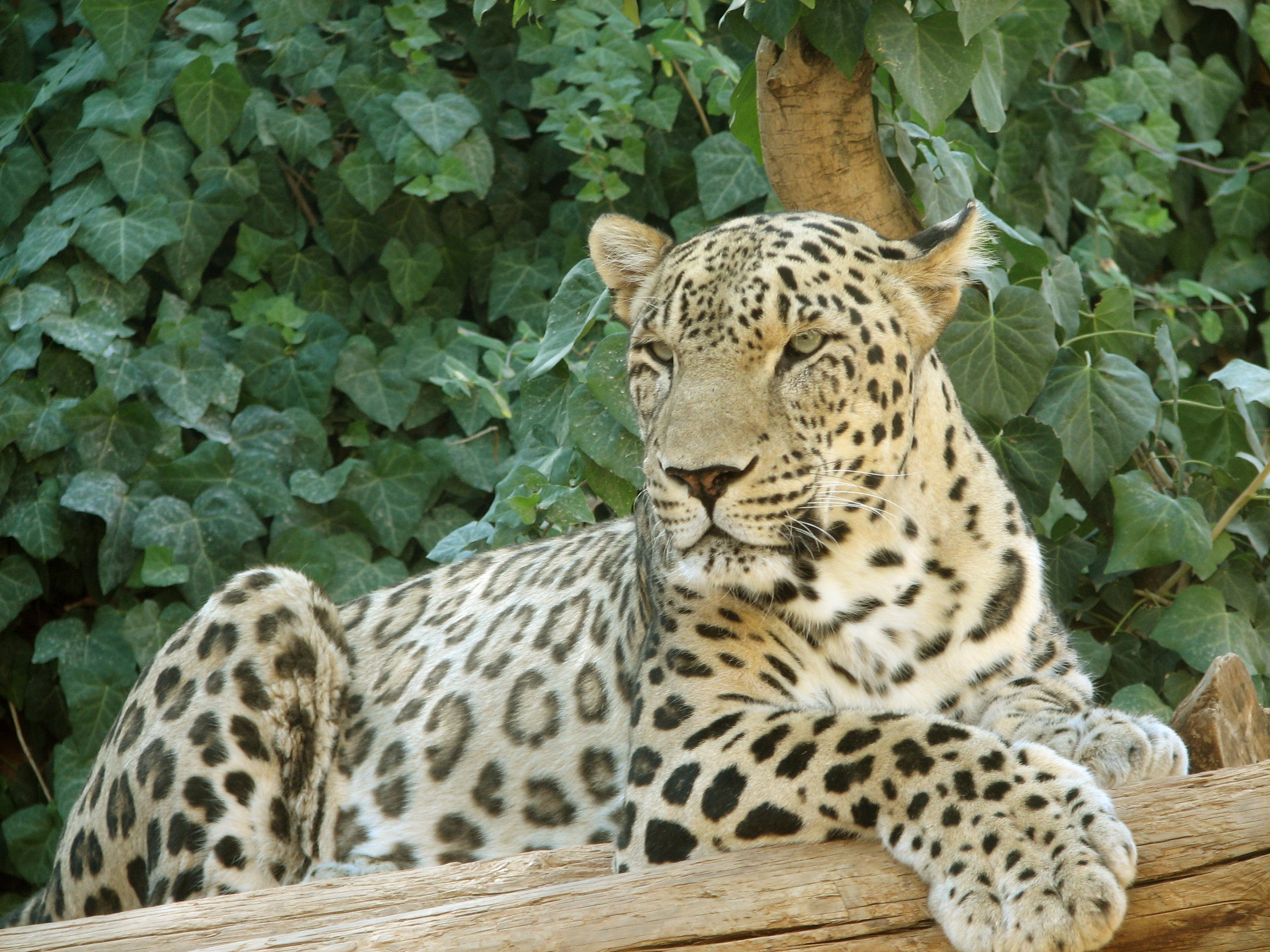
Переднеазиатский леопард

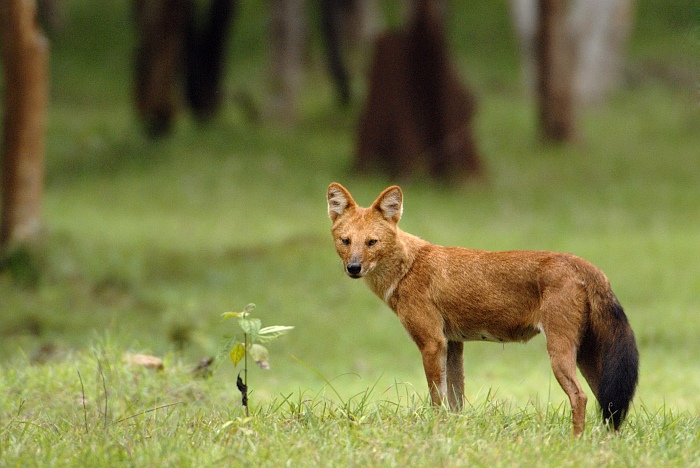
Красный волк

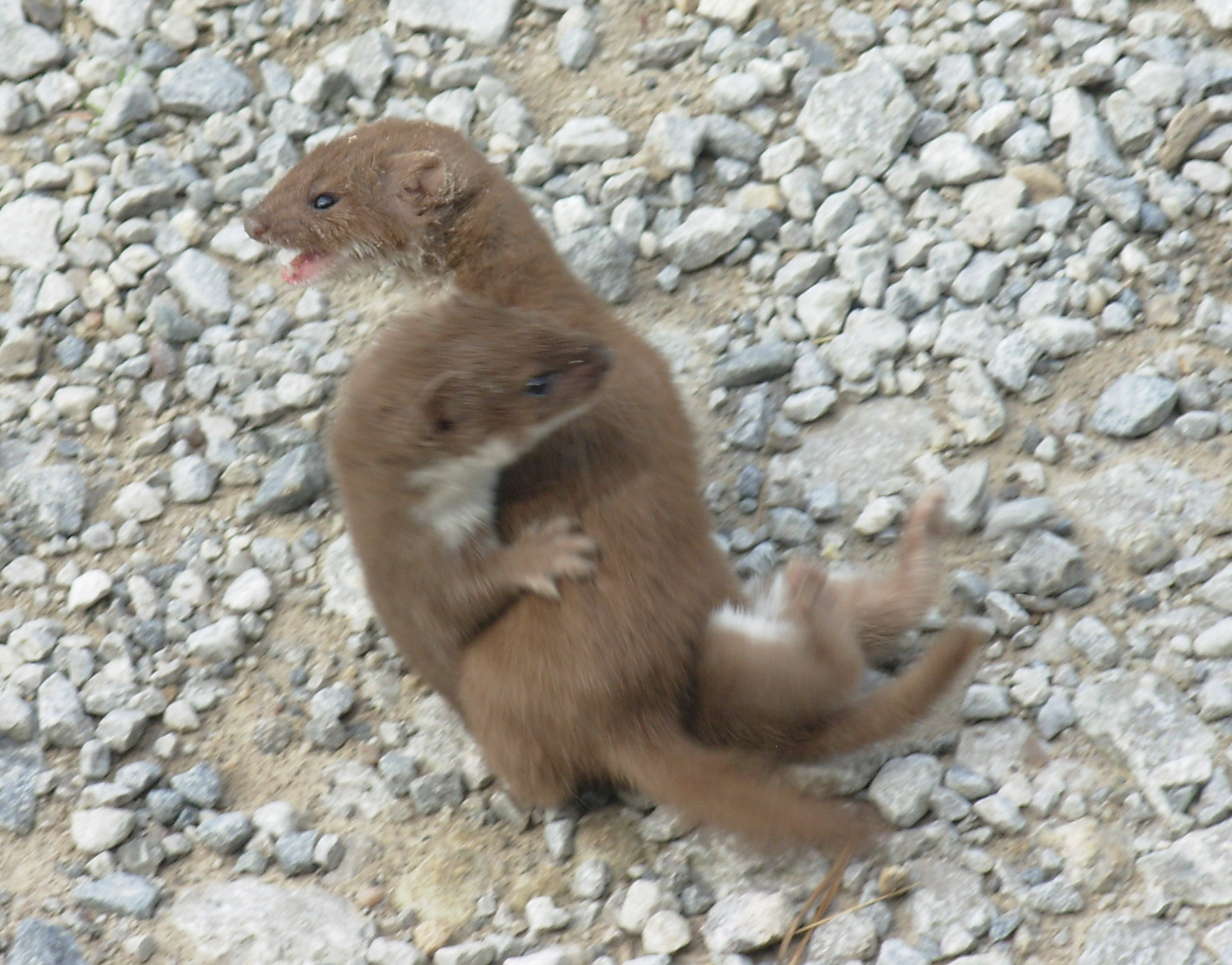
Обыкновенная ласка

        - Азиатский гепард, Acinonyx jubatus venaticus CR

      - Род: Каракалы
        - Каракал, Caracal caracal LC

      - Род: Кошки
        - Камышовый кот, Felis chaus LC
        - Лесной кот, Felis silvestris LC
        - Манул, Felis manul NT

      - Род: Рыси
        - Обыкновенная рысь, Lynx lynx NT

    - Подсемейство: Большие кошки
      - Род: Пантеры
        - Переднеазиатский леопард, Panthera pardus ciscaucasica EN
        - Закавказский тигр, Panthera tigris virgata EX
        - Ирбис, Panthera uncia EN

  - Семейство: Гиены (гиены)
    - Род: Hyaena
      - Полосатая гиена, Hyaena hyaena LR/nt
- Подотряд: Собакообразные
  - Семейство: Псовые (собаки, лисы)
    - Род: Лисицы
      - Обыкновенная лисица, Vulpes vulpes LC

    - Род: Волки
      - Обыкновенный шакал, Canis aureus aureus LC
      - Тибетский волк, Canis lupus chanco LC
      - Евразийский волк, Canis lupus lupus LC

    - Род: Красные волки
      - Красный волк, Cuon alpinus hesperius EN

  - Семейство: Медвежьи (медведи)
    - Род: Медведи
      - Европейский бурый медведь, Ursus arctos arctos LC

  - Семейство: Куньи (куньи)
    - Род: Хорьки
      - Горностай Mustela erminea LR/lc
      - Степной хорёк Mustela eversmanii LR/lc
      - Обыкновенная ласка, Mustela nivalis LR/lc

    - Род: Выдры
      - Выдра, Lutra lutra NT

#### Отряд:Непарнокопытные(непарнокопытные)
- Семейство: Лошадиные (лошади и т. д.)
  - Род: Лошади
    - Туркменский кулан, Equus hemionus kulan EN

#### Отряд:Парнокопытные(парнокопытные)
- Семейство: Оленевые (олени)
  - Подсемейство: Настоящие олени
    - Род: Олени
      - Cervus affinis LR/lc
- Семейство: Полорогие (крупный рогатый скот, антилопы, овцы, козы)
  - Подсемейство: Настоящие антилопы
    - Род: Газели
      - Джейран, Gazella subgutturosa VU

  - Подсемейство: Козлиные
    - Род: Горные козлы
      - Винторогий козёл, Capra falconeri EN

    - Род: Бараны
      - Архар, Ovis ammon VU
      - Муфлон, Ovis orientalis VU

    - Genus: Голубые бараны
      - Голубой баран, Pseudois nayaur LC
- Семейство: Свиные (свиньи)
  - Подсемейство: Свинообразные
    - Род: Кабаны
      - Viktorus Danilus LR/cd